# Пеннінгтон-Геп (Вірджинія)
Пеннінгтон-Геп (англ. Pennington Gap) — місто (англ. town) в США, в окрузі Лі штату Вірджинія. Населення — 1624 особи (2020).

## Географія
Пеннінгтон-Геп розташований за координатами 36°45′33″ пн. ш. 83°1′46″ зх. д. / 36.75917° пн. ш. 83.02944° зх. д. (36.759140, -83.029470).  За даними Бюро перепису населення США в 2010 році місто мало площу 4,25 км², з яких 4,20 км² — суходіл та 0,05 км² — водойми.

## Демографія
Згідно з переписом 2010 року, у місті мешкала 1781 особа в 827 домогосподарствах у складі 464 родин. Густота населення становила 419 осіб/км².  Було 962 помешкання (226/км²).
Расовий склад населення:
| - 95,2 % — білих - 2,4 % — чорних або афроамериканців - 0,2 % — корінних американців - 0,1 % — азіатів - 1,2 % — осіб інших рас |

До двох чи більше рас належало 1,0 %. Частка іспаномовних становила 1,6 % від усіх жителів.
За віковим діапазоном населення розподілялося таким чином: 20,6 % — особи молодші 18 років, 59,5 % — особи у віці 18—64 років, 19,9 % — особи у віці 65 років та старші. Медіана віку мешканця становила 40,4 року. На 100 осіб жіночої статі у місті припадало 90,7 чоловіків;  на 100 жінок у віці від 18 років та старших — 84,2 чоловіків також старших 18 років.
Середній дохід на одне домашнє господарство  становив 28 288 доларів США (медіана — 22 669), а середній дохід на одну сім'ю — 35 186 доларів (медіана — 29 306). За межею бідності перебувало 37,8 % осіб, у тому числі 74,0 % дітей у віці до 18 років та 12,0 % осіб у віці 65 років та старших.
Цивільне працевлаштоване населення становило 408 осіб. Основні галузі зайнятості: освіта, охорона здоров'я та соціальна допомога — 32,8 %, науковці, спеціалісти, менеджери — 18,6 %, транспорт — 10,8 %, роздрібна торгівля — 8,6 %.